# New York Society for the Suppression of Vice
La New York Society for the Suppression of Vice (NYSSV ou SSV) a été fondée en 1873 par Anthony Comstock et des membres de la Young Men's Christian Association. Après sa mort, Comstock eut pour successeur John S. Sumner (en). 
C'est une institution qui a été créée dans le but de contrôler les mœurs de la population.
En 1919, l'institution a tenté de censurer un roman fantastique de James Branch Cabell mais elle a échoué, ce qui a donné au livre une publicité considérable et a permis d'augmenter ses ventes.
En 1920, alors que le journal The Little Review fait paraître les épisodes du roman Ulysse de James Joyce, l'institution porte plainte, estimant que le livre est obscène. Le passage mis en cause est l'épisode Nausicaa, dans lequel le héros est décrit en plein onanisme. En 1921, après deux ans de procès, l'institution l'emporte et Ulysse est interdit aux États-Unis.